# Thomas Basin

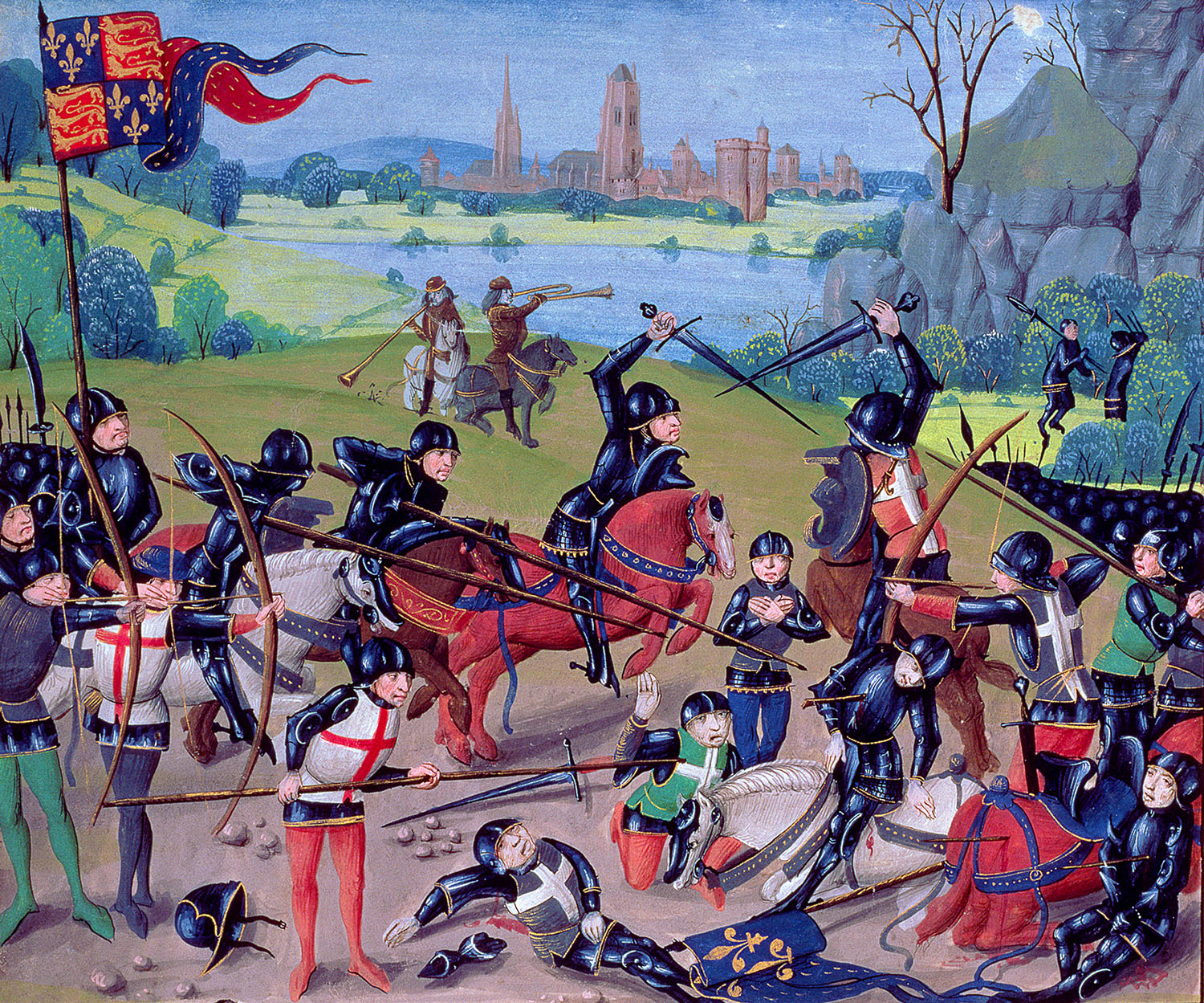
La batalla de Azincourt relatada por Thomas Basin

Thomas Basin (o Bazin), nacido en Caudebec-en-Caux en 1412 y fallecido en el exilio en Utrecht en 1491, es un cronista francés.
Thomás Basin se hizo sacerdote al finalizar sus estudios realizados en París, Lovaina y Ruan. Posteriormente dio clases en Caen antes de obtener en 1447 el cargo de obispo de Lisieux en sustitución del tristemente célebre Pierre Cauchon.
Consejero de rey Carlos VII de Francia, fue uno de los opositores más feroces a la favorita del rey, Agnès Sorel. Es uno de los instigadores del proceso de rehabilitación de Juana de Arco. En 1474, el rey Luis XI, al cual se oponía por haber accedido a la Liga de los Bienes públicos, lo forzó a dimitir y a su obispado y a exiliarse en Utrecht. El Papa le nombró arzobispo in partibus de Cesarea Marítima en Palestina.
Fallecido en el exilio en Utrecht en 1491, Thomas Basin fue enterrado en la iglesia de Saint-Jean.

## Obra
- Histoire de Charles VII, Éd. Charles Samaran, Paris, Belles lettres, 1964
- Histoire de Louis XI, Paris, Belles lettres, 1963-1972
- Procès de condamnation et de réhabilitation de Jeanne d’Arc, dite La Pucelle, publiés pour la première fois d’après les manuscrits de la Bibliothèque royale, suivis de tous les documents historiques qu’on a pu réunir, et accompagnés de notes et d’éclaircissements, Éd. Jules Quicherat, Thomas de Courcelles et al., Paris, J. Renouard et cie, 1841-49; New York, Johnson Reprint Corp. 1965
- Apologie : ou, Plaidoyer pour moi-même, Éd, Charles Samaran, Georgette de Gröer, Paris, Les Belles Lettres, 1974
- Fragments inédits de l’histoire de Louis XI, Léopold Delisle, Paris, Imprimerie Nationale, 1893

## Obras en línea
- Histoire des règnes de Charles VII et de Louis XI, Éd. J. Quicherat, Paris, J. Renouard, 1855-1859 (en francés)